# 李翊云
李翊云（1972年11月4日—）是一位出生在北京，用英語寫作的美籍華裔女作家，現為普林斯頓大學刘易斯艺术中心创意写作教授。

## 生平
李翊云生于北京，父亲是核子物理學者，母亲是教师。
1991年，李翊云毕业于北京四中；1996年，毕业于北京大学生物系，随後赴爱荷华大学攻读免疫学博士学位。1997年，她加入了一个社区写作培训班，发现自己很喜欢写作，于是放弃免疫学专业，於2000年時以免疫学碩士学位畢業。在医院里工作了两年後，2002年進入爱荷华大学作家工作坊，开始发表作品，並於2005年获藝術創作碩士学位。
她早期的创作均为英文短篇小说，曾在《纽约客》和《巴黎评论》上发表。2005年结集出版的《千年敬祈》，收录了十篇故事，大多以改革开放后的中华人民共和国为背景，写的是小人物的悲欢——贵族学校的清洁女工，股票市场中失意的退休教师，毕业分配回老家教书的英语老师，内蒙插队知青的后代等。其中的两篇，《内布拉斯加公主》及同名短篇，由导演王颖改编成为电影《千年敬祈》（2007）。
2012年，李翊云因精神崩溃，两度尝试自杀。康复后，她对写小说失去兴趣，整整一年里，她专注于阅读多部传记、回忆录、日记和杂志。据她所言，阅读关于他人生活的文字“是一种慰藉”。她在2017年出版的回忆录《亲爱的朋友》中讲述了自己的抑郁经历。
在该书出版几个月后，她十六岁的长子文森特自杀身亡，这成为她在2019年小说《理由结束的地方》中探讨的内容。2024年2月16日十九岁次子詹姆斯在普林斯顿大学校门口撞火车身亡，因火车临到站鸣笛声音很响，疑似主动轻生。

## 獲獎
- 2004年获得美國紐約《巴黎评论》年度新人奖
- 2006年懷丁作家獎
- 2005年爱尔兰的弗兰克·奥康纳国际短篇小说奖（Frank O'Connor International Short Story Award）-《千年修得共枕眠》[4]
- 2006年美国笔会海明威奖（Hemingway Foundation/PEN Award）-《千年修得共枕眠》
- 2006年英國衛報新人獎 (Guardian First Book Award) -《千年修得共枕眠》
- 加州書獎（[California Book Award] 错误：{{Lang}}：無法辨識代碼 ed（帮助））
- 2007年3月被英国老牌文学杂志《格兰塔》(Granta)杂志评为美国最傑出的21位35歲以下青年小说家。
- 2010年《纽约客》選為最傑出的20位40歲以下青年小说家[1]。

## 出版作品
- 《A Thousand Years of Good Prayers》《千年敬祈》， 藍燈書屋, 2005年.
- 《The Vagrants》《漂泊者》，藍燈書屋, 2009年.
- 《Gold Boy, Emerald Girl》《金童玉女》，藍燈書屋, 2010年.
- 《Kinder Than Solitude》《比孤独更仁慈》，藍燈書屋, 2014年.
- 《Where Reasons End》《理由结束的地方》，藍燈書屋，2019年.
- 《Must I Go》《我该走了吗》，藍燈書屋，2020年.
- 《The Book of Goose》《鵝之書》，法勒、斯特勞斯和吉魯，2023.

### 文选
- 最佳美國短篇小說集 《Best American Short Stories》2006 "After a Life"
- 最佳美國短篇小說集 《Best American Short Stories》2009 "A Man Like Him"
- Laura Furman 編輯 (编). . . 藍燈書屋. 2008. ISBN 9780307280343.

## 評論
英國觀察家報 Stephanie Merritt：
|  | 李翊云的短篇小说集《千年修得共枕眠》讓人將她與安东·帕夫洛维奇·契诃夫與爱丽丝·门若相提並論。 |

英國獨立報Ian Thomson：
|  | 憑藉其有分寸的含蓄和一絲不苟的態度再加上不留情的洞察力，《漂泊者》是一部擁有偉大的道德情操和尊嚴的作品。近年來，很少有作家可以說是嚴肅的，然而李翊云卻散發著非比尋常的嚴肅，就是在年齡比她大兩倍的作者中，這也是很少見的。作為一個現代化的專制體制下為政治而背叛親友的紀事錄，《漂泊者》可以算是一部經典之作，我多年來沒有讀到如此引人注目的作品。 |

旧金山纪事报吴帆:
|  | 《金童玉女》饱渗着寡苦、孤独、病坏、婚变、悲伤、死哀、贫困和遭剥夺之痛……李的小说集当以其深谙世事和诚实正直赢得礼赞，这往往源于她对中国历史、文化和政治，及其对普通人之冲击的深刻理解。李历来引威廉·特雷弗（William Trevor）为对自己影响最大者之一。像特雷弗一样，她多写孤独、丧亲和怜悯；亦如特雷弗，她同情笔下所有不完美的人物，甚至包括那些最坏的和最不讨人喜欢的人。。 |